# Promynoglenes parvula
Promynoglenes parvula là một loài nhện trong họ Linyphiidae.
Loài này thuộc chi Promynoglenes. Promynoglenes parvula được A. David Blest miêu tả năm 1979.